# Santiago (Rio Grande do Sul)
Santiago este un oraș din Rio Grande do Sul (RS), Brazilia, având o populație de 50.635 de locuitori (în 2015). Are ca localități vecine Bossoroca, Capão do Cipó, Tupanciretã, Jari, Jaguari, Nova Esperança do Sul, São Francisco de Assis, Unistalda și Itacurubi. 
Santiago este cunoscut ca „Țara poeților” pentru tradiția literară și locul de naștere al mai multor scriitori.

## Născuți în Santiago
- Caio Fernando Abreu⁠(d) (1948-1996), jurnalist și poet
- Luiz Carlos Prates (n. 1943), jurnalist și psiholog